# Юн Сок Ён
Юн Сок Ён (кор. 윤석영; род. 13 февраля 1990[…], Сувон) — южнокорейский футболист, левый защитник корейского клуба «Канвон» и сборной Республики Корея.

## Карьера

### В клубах
Юн Сок Ён — воспитанник клуба «Чоннам Дрэгонз», дебютировал в первой команде в сезоне 2009 года, провёл в составе «драконов» 4 сезона.
30 января 2013 года перешёл в клуб Английской Премьер-лиги «Куинз Парк Рейнджерс», заключив контракт на три с половиной года, условия сделки не разглашались. В оставшейся части сезона, по результатам которого клуб покинул элитный дивизион, Юн не выходил на поле ни разу. Дебютироват за новый клуб ему удалось только в матче первого раунда Кубка лиги 2013/14 против «Эксетер Сити» (2:0). Следующий матч за «КПР» Юн провёл во втором туре чемпионата Футбольной лиги 2013/14 против клуба «Хаддерсфилд Таун», записав на свой счёт результативную передачу, позволившую Джуниору Хойлетту установить окончательный счёт (1:1). Третью игру за клуб Юн провёл 27 августа во втором раунде Кубка лиги против клуба «Суиндон Таун» (0:2), после чего на поле больше не появлялся вплоть до 25 октября, когда был отдан в аренду другому клубу лиги — «Донкастер Роверс». Сыграв за «бродяг» в трёх матчах чемпионата, Юн вернулся из аренды 1 февраля 2014 года. После возвращения он провёл за клуб восемь матчей и забил один гол в ворота «Барнсли» в последнем туре чемпионата, а команда через плей-офф вернулась в Премьер-лигу.

### В сборных
В составе юношеской сборной Южной Кореи принимал участие в домашнем чемпионате мира для игроков до 17 лет, где провёл одну полную встречу с Того (2:1), а его команда не вышла из группы. На чемпионате Азии 2008 года для игроков не старше 19 лет дошёл до полуфинала. В составе молодёжной сборной дошёл на чемпионате мира 2009 года по четвертьфинала, где корейцы уступили будущим чемпионам из Ганы, проведя все пять матчей без замен. В составе олимпийской сборной страны выигрывал бронзовые медали Азиатских игр 2010 года и Олимпийских игр 2012 года.
С 2011 года вызывается в первую сборную страны, был включён в заявку на чемпионат мира 2014 года, где полностью провёл на поле все три матча своей сборной: с Россией (1:1), Алжиром (2:4) и Бельгией (0:1).

## Достижения
Южная Корея
- Бронзовый призёр Олимпийских игр: 2012
- Участник чемпионата мира: 2014
- Бронзовый призёр Азиатских игр: 2010
- Участник молодёжного чемпионата мира: 2009
- Полуфиналист чемпионата Азии (до 19 лет): 2008
- Участник чемпионата мира (до 17 лет): 2007

«Куинз Парк Рейнджерс»:
- Победитель плей-офф Чемпионшипа Английской футбольной лиги: 2013/14 (выход в Премьер-лигу)